# Otto Hierl-Deronco
Otto Barone Hierl-Deronco (* 28. Juli 1859 in Memmingen; † 29. Mai 1935 in München) war ein deutscher Maler und Hochschullehrer, der auch als Mitbegründer der Münchner Sezession bekannt wurde.

## Leben
Otto Hierl-Deronco wuchs als zweites von drei Kindern des königlich bayerischen Bezirksgerichtsrats Alois Hierl und der Altistin Priska Hierl geb. Lautner in München auf. Die intellektuelle und künstlerische Gesellschaft im elterlichen Haus prägten früh seine Entwicklung. Zu den engeren Freunden der Familie zählten Viktor Scheffel, Ludwig von der Pfordten, Max von Pettenkofer und Eduard von Bomhard. Durch die Verwandtschaft mit der italienischen Familie der Grafen Ricciardelli kam es früh zu intensivem Kontakt mit Italien. Prägend für Hierl-Deroncos Leben war später auch die Freundschaft mit Franz von Lenbach und Franz von Stuck.
Mit 22 Jahren malte er nach Detailstudien in Paris das große Historienbild „Gefangennahme Ludwigs XVI. in Varennes“, dann „Sturm auf die Tuilerien“, die seinen Ruf begründeten.
1886 heiratete Hierl-Deronco Julie geb. Freiin von Perfall, eine Tochter des Generalintendanten des königlichen Hoftheaters Karl von Perfall.
1905 erfolgte seine Ernennung zum Professor an der Münchner Kunstakademie. Internationale Bekanntheit erlangte Hierl-Deronco vor allem durch seine Acht Bildnisse Seiner Heiligkeit des Papstes Pius des Zehnten von 1907. Insgesamt schuf er in Rom einen Zyklus von 17 Porträts, neben den Papst-Porträts, dreimal den Kardinalstaatssekretär Rafael Merry del Val (darunter das Doppelbildnis mit Papst), Kardinal Mariano Rampolla del Tindaro und Kardinaldiakon Gaetano Bisleti.
1938 wurde das Werk „Mein Garten“ von Otto Hierl-Deronco posthum als Entartete Kunst verboten und aus dem Lenbachhaus entfernt.

### Münchner Secession
Am 4. April 1892 gründeten 96 Künstler im Kunstgewerbehaus den Verein bildender Künstler Münchens, später Münchner Sezession genannt. Otto Hierl-Deronco gehörte bereits zu den Unterzeichnern des Aufrufs, den 20 Künstler am 29. Februar 1892 verfasst hatten, um sich vom konservativen Kunstbetrieb der Münchner Künstlergenossenschaft unter Führung Franz von Lenbachs loszusagen.
An den Ausstellungen der Sezession 1893 und 1896 sowie der Internationalen Kunstausstellung 1905 im Glaspalast nahm Otto Hierl-Deronco entsprechend teil.

## Werke

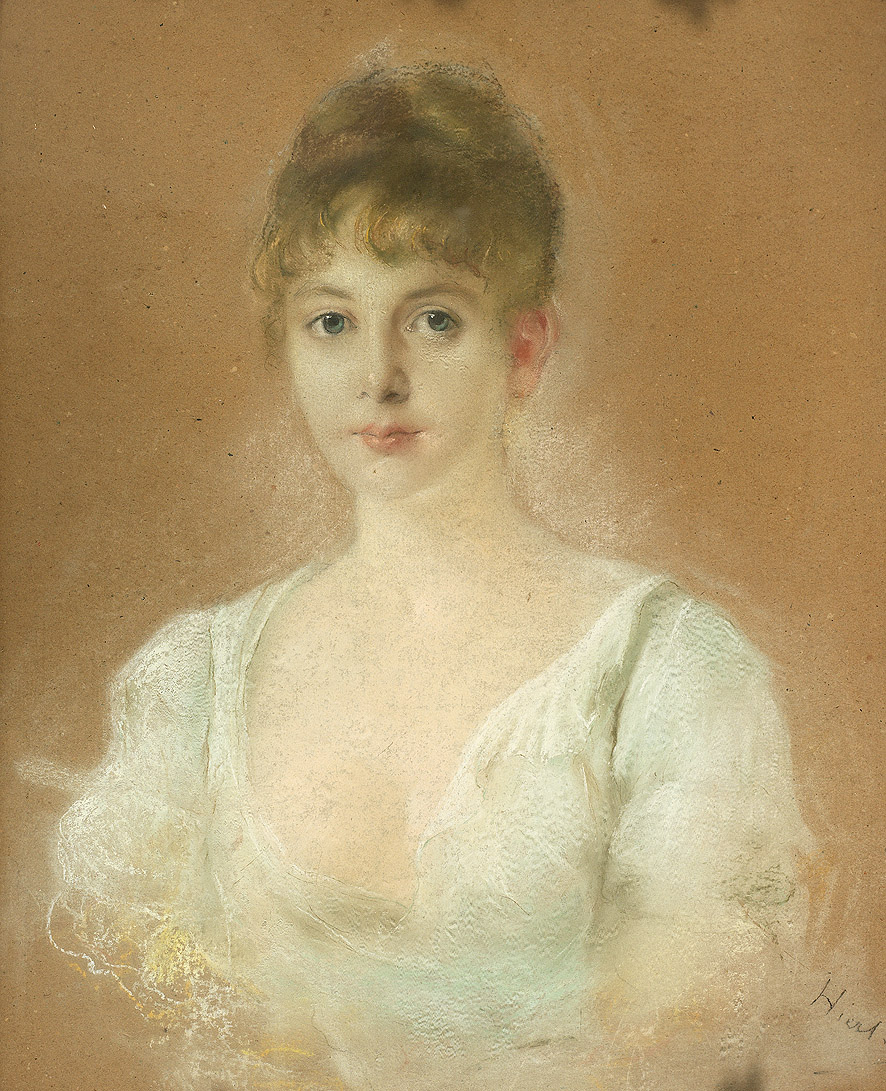
Porträt eines Mädchens

- Auf dem Theater, Öl auf Leinwand 1901, Neue Pinakothek München
- Papst Pius X., Öl auf Leinwand, Bayerische Staatsgemäldesammlung München
- Pius X. in roter Mozetta, Öl auf Leinwand 1913–14, Diözesanmuseum Freising
- Kardinal Merry del Val mit rotem Kardinalshut, Öl auf Leinwand, oval, 1912, Diözesanmuseum Freising
- Baronin Hornstein, Öl auf Leinwand, Städtische Galerie im Lenbachhaus München
- Birettaufsetzung, Pius X. mit Tiara in rotem, goldbestickten Pluviale, auf Thron sitzend, Skizze, Sammlung des Vatikans
- Papst Benedikt XV., 1921, Sammlung des Vatikans